# Chetogena echinata
Chetogena echinata là một loài ruồi trong họ Tachinidae.